# 庄珠娣
庄珠娣（1937年7月—），女，汉族，祖籍浙江宁波，生于上海，中国书法家，曾任中国书法家协会理事。